# 神部速日
神部速日（みわべのはやひ、生没年不詳）は、『粟鹿大明神元記』に記された古墳時代の豪族。姓は直。

## 概要
成務天皇の時に、神を祀っていたことで、神部直（みわべのあたい）の姓を賜り、但馬国造に定められたという。